# André-Henri Daudé d'Alzon
André-Henri Daudé, vicomte d'Alzon (22 octobre 1774, Le Vigan - 2 novembre 1864, château de Lavagnac), est un homme politique français.

## Biographie
Grand propriétaire dans l'Hérault, il est élu membre de la Chambre des députés le 14 mai 1822.
Légitimiste ardent, il se prononce pour le remboursement et la réduction des rentes 5 % ; pour l'indemnité aux émigrés ; pour la loi du sacrilège ; pour la loi concernant l'entrepôt des grains ; pour les lois supprimant la liberté de la presse, etc. 
Réélu par le même collège électoral le 24 novembre 1827, il continue de soutenir les doctrines qu'il avait défendues sous le ministère Villèle.
Réélu une nouvelle fois, le 3 juillet 1830, il renonce à la politique au moment de la Révolution de juillet.

## Famille

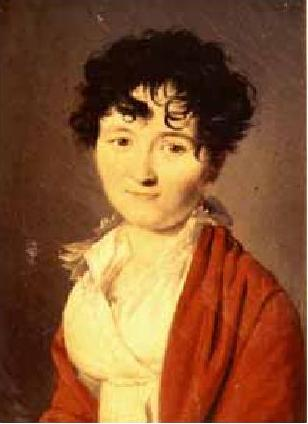
Marie Clémence Faventines

Il épouse Marie Jeanne Clémence de Faventines-Montredon (1788-1860) avec qui il a plusieurs enfants dont :
- Emmanuel d'Alzon (1810-1880), fondateur de la congrégation des Augustins de l’Assomption.

## Sources
- « André-Henri Daudé d'Alzon », dans Adolphe Robert et Gaston Cougny, Dictionnaire des parlementaires français, Edgar Bourloton, 1889-1891 [détail de l’édition]